# Clathrina sagamiana
Clathrina sagamiana är en svampdjursart som först beskrevs av Hozawa 1929.  Clathrina sagamiana ingår i släktet Clathrina och familjen Clathrinidae. Inga underarter finns listade i Catalogue of Life.